# Caniculă

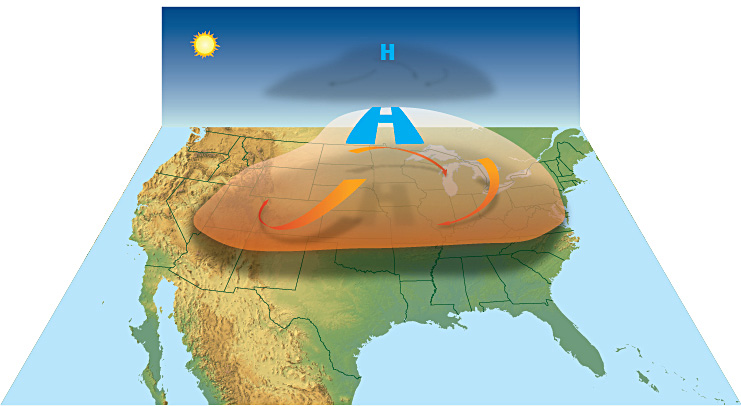
Un sistem de înaltă presiune din atmosfera superioară captează căldura în apropierea solului, formând un val de căldură (pentru America de Nord în acest exemplu)

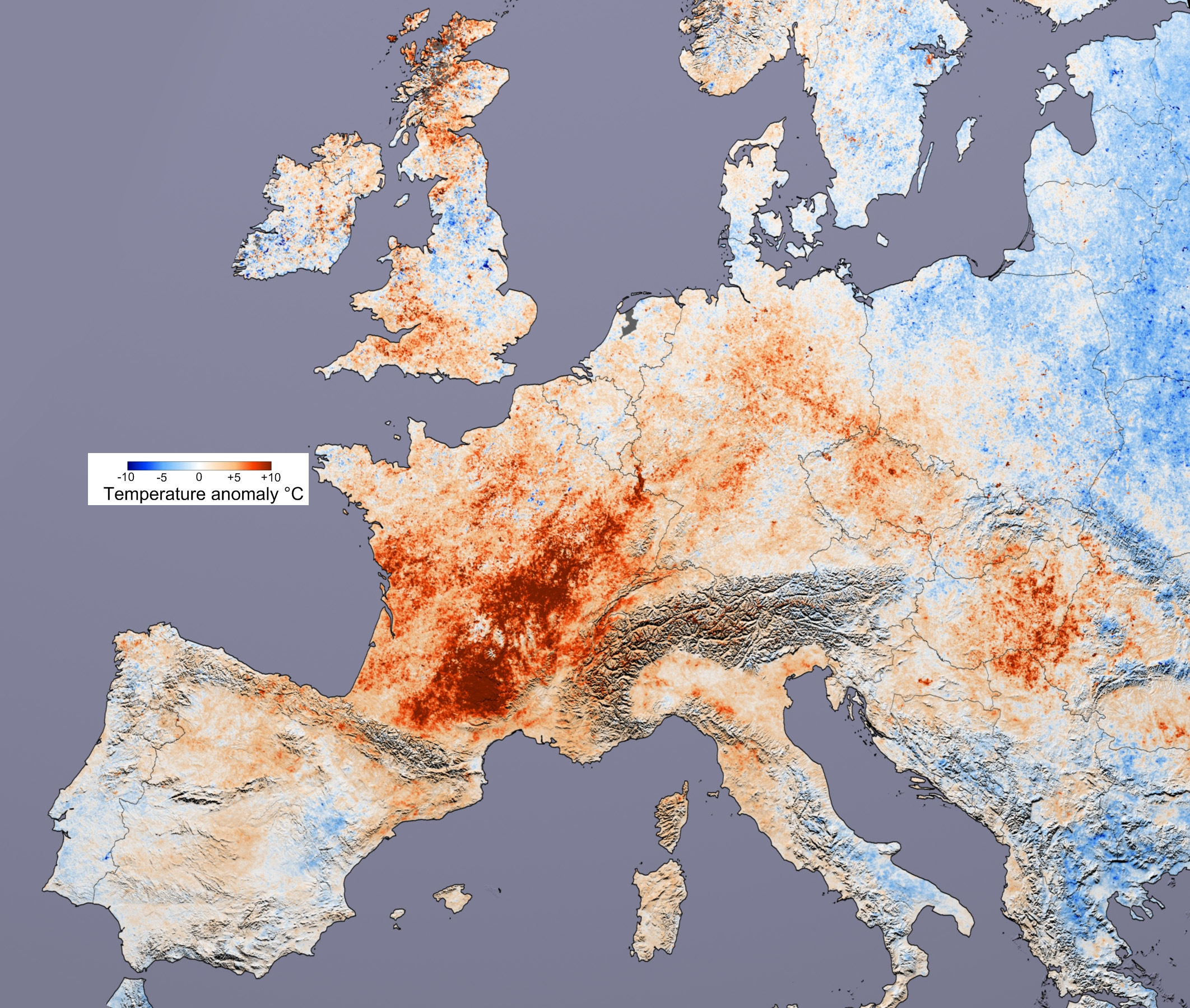
Harta Europei cu regiunile de caniculă din 2003

Compararea valorilor indicelui de căldură NWS (cercuri) cu aproximarea formulei (curbe)

Valul de căldură (canicula  sau căldură extremă) este o perioadă de vreme anormal de caldă care durează mai multe zile. Un val de căldură este considerat fenomen meteorologic extrem și reprezintă un pericol pentru sănătate deoarece căldura și radiațiile solare pot copleși capacitatea de termoreglare a organismului uman.
Un val de căldură este definit în raport cu climatul obișnuit al zonei respective și cu temperaturile normale pentru acel anotimp. Principala dificultate a acestei definiții generale apare atunci când trebuie cuantificat ce înseamnă „temperatură normală” și care este extinderea geografică a fenomenului. Temperaturile considerate normale într-o regiune cu climă mai caldă pot fi percepute ca un val de căldură într-o zonă cu climă mai răcoroasă, dacă depășesc tiparele climatice obișnuite ale acelei regiuni.
Valurile de căldură au devenit mai frecvente și mai intense pe uscat, în aproape toate regiunile globului, începând din anii 1950. Această creștere a frecvenței și duratei este cauzată de schimbările climatice. Valurile de căldură se formează atunci când o zonă de presiune ridicată din atmosfera superioară se întărește și rămâne deasupra unei regiuni timp de mai multe zile sau chiar săptămâni. Aceasta captează căldura aproape de suprafața Pământului. De obicei, valurile de căldură pot fi prognozate, permițând autorităților să emită avertismente din timp.
Valurile de căldură au un impact semnificativ asupra economiei. Ele pot reduce productivitatea muncii, pot perturba procesele agricole și industriale și pot afecta infrastructura. Calcule realizate în 2022 sugerează că valurile de căldură ar putea reduce economia globală cu aproximativ 1% până la mijlocul secolului XXI. Valurile de căldură pot avea efecte devastatoare, provocând pierderi de vieți omenești prin hipertermie, distrugerea recoltelor, incendii de vegetație în zonele afectate de secetă și întreruperi ale alimentării cu energie electrică din cauza utilizării intense a aparatelor de aer condiționat.

## Cauze
Valurile de căldură se formează atunci când o zonă de presiune ridicată, aflată la o altitudine de 3.000 – 7.600 de metri, se intensifică și rămâne deasupra unei regiuni pentru mai multe zile sau chiar săptămâni. Acest fenomen este frecvent vara, atât în emisfera nordică, cât și în cea sudică, deoarece jetul de aer se deplasează „în urma soarelui”. Zona de presiune ridicată se află pe partea ecuatorială a jetului de aer din straturile superioare ale atmosferei.
Modelele meteorologice se modifică mai lent vara decât iarna, astfel încât această zonă de presiune ridicată de altitudine se deplasează și ea mai lent. Sub influența presiunii ridicate, aerul coboară spre suprafață, unde se încălzește și se usucă. Acest proces inhibă convecția și împiedică formarea norilor. Reducerea norilor duce la creșterea radiației solare directe care ajunge la sol. Umiditatea redusă a solului contribuie la intensificarea valurilor de căldură deoarece limitează evaporarea, reduce răcirea naturală a aerului și amplifică încălzirea temperaturii la suprafață prin acumularea directă a radiației solare. Vânturile de la suprafață pot aduce aer cald fie dinspre latitudini joase, fie din interiorul continental sau de la altitudini mari, amplificând astfel încălzirea prin aport direct de căldură și prin intensificarea încălzirii adiabatică cauzată de coborârea aerului.

## Efecte asupra sănătății

Indicele de căldură pentru temperatură în °C cu intervale de precauție/pericol umbrite

Valurile de căldură au un impact semnificativ asupra sănătății, în special în rândul persoanelor vulnerabile, precum vârstnicii, copiii, femeile însărcinate, persoanele cu boli cronice, cei cu venituri reduse sau cei care lucrează în aer liber. Expunerea prelungită la temperaturi extreme poate provoca o serie de afecțiuni cunoscute sub denumirea de boli cauzate de căldură, precum crampe, epuizare, sincope, edeme, erupții cutanate și insolație (o urgență medicală ce poate duce la deces). Alte persoane expuse riscului sunt persoanele care trăiesc în medii urbane (datorită efectului insulei de căldură urbană), lucrătorii în aer liber și persoanele care iau anumite medicamente eliberate pe bază de prescripție medicală.
Schimbările climatice contribuie la creșterea frecvenței și intensității valurilor de căldură, ceea ce determină o incidență tot mai mare a stresului termic și a deceselor asociate. Studiile arată o corelație clară între temperaturile ridicate și creșterea mortalității cauzate de afecțiuni cardiovasculare, cerebrovasculare și respiratorii, în special în rândul populațiilor în vârstă. Spre exemplu, valul de căldură din Europa din 2003 a provocat peste 70.000 de decese, iar cel din Karachi, Pakistan, din 2015, peste 2.000. Cu toate acestea, decesele cauzate de căldură sunt frecvent subraportate, fie din lipsa diagnosticării corecte, fie din cauza contextelor sociale în care ele apar, cum ar fi izolarea socială a unor persoane în vârstă.
Căldura extremă poate agrava boli preexistente, precum insuficiența renală cronică, și poate duce la complicații în sarcină, cum ar fi nașteri premature sau greutate mică la naștere. Temperaturile ridicate pot afecta somnul, concentrarea, sănătatea mintală și pot crește riscul de comportamente agresive și infracționalitate. În condiții de secetă și stres termic, au fost observate chiar epidemii locale de afecțiuni renale în rândul lucrătorilor agricoli. În zonele urbane, efectul de insulă termică urbană și nivelurile crescute de ozon la nivelul solului contribuie la înrăutățirea calității aerului în timpul valurilor de căldură. Expunerea simultană la temperaturi extreme și poluanți atmosferici are efecte cumulative asupra mortalității.
| Temperatura Umiditate relativă | 80 °F (27 °C) | 82 °F (28 °C) | 84 °F (29 °C)  | 86 °F (30 °C)  | 88 °F (31 °C)  | 90 °F (32 °C)  | 92 °F (33 °C)  | 94 °F (34 °C)  | 96 °F (36 °C)  | 98 °F (37 °C)  | 100 °F (38 °C) | 102 °F (39 °C) | 104 °F (40 °C) | 106 °F (41 °C) | 108 °F (42 °C) | 110 °F (43 °C) |
| ------------------------------ | ------------- | ------------- | -------------- | -------------- | -------------- | -------------- | -------------- | -------------- | -------------- | -------------- | -------------- | -------------- | -------------- | -------------- | -------------- | -------------- |
| 40%                            | 80 °F (27 °C) | 81 °F (27 °C) | 83 °F (28 °C)  | 85 °F (29 °C)  | 88 °F (31 °C)  | 91 °F (33 °C)  | 94 °F (34 °C)  | 97 °F (36 °C)  | 101 °F (38 °C) | 105 °F (41 °C) | 109 °F (43 °C) | 114 °F (46 °C) | 119 °F (48 °C) | 124 °F (51 °C) | 130 °F (54 °C) | 136 °F (58 °C) |
| 45%                            | 80 °F (27 °C) | 82 °F (28 °C) | 84 °F (29 °C)  | 87 °F (31 °C)  | 89 °F (32 °C)  | 93 °F (34 °C)  | 96 °F (36 °C)  | 100 °F (38 °C) | 104 °F (40 °C) | 109 °F (43 °C) | 114 °F (46 °C) | 119 °F (48 °C) | 124 °F (51 °C) | 130 °F (54 °C) | 137 °F (58 °C) |                |
| 50%                            | 81 °F (27 °C) | 83 °F (28 °C) | 85 °F (29 °C)  | 88 °F (31 °C)  | 91 °F (33 °C)  | 95 °F (35 °C)  | 99 °F (37 °C)  | 103 °F (39 °C) | 108 °F (42 °C) | 113 °F (45 °C) | 118 °F (48 °C) | 124 °F (51 °C) | 131 °F (55 °C) | 137 °F (58 °C) |                |                |
| 55%                            | 81 °F (27 °C) | 84 °F (29 °C) | 86 °F (30 °C)  | 89 °F (32 °C)  | 93 °F (34 °C)  | 97 °F (36 °C)  | 101 °F (38 °C) | 106 °F (41 °C) | 112 °F (44 °C) | 117 °F (47 °C) | 124 °F (51 °C) | 130 °F (54 °C) | 137 °F (58 °C) |                |                |                |
| 60%                            | 82 °F (28 °C) | 84 °F (29 °C) | 88 °F (31 °C)  | 91 °F (33 °C)  | 95 °F (35 °C)  | 100 °F (38 °C) | 105 °F (41 °C) | 110 °F (43 °C) | 116 °F (47 °C) | 123 °F (51 °C) | 129 °F (54 °C) | 137 °F (58 °C) |                |                |                |                |
| 65%                            | 82 °F (28 °C) | 85 °F (29 °C) | 89 °F (32 °C)  | 93 °F (34 °C)  | 98 °F (37 °C)  | 103 °F (39 °C) | 108 °F (42 °C) | 114 °F (46 °C) | 121 °F (49 °C) | 128 °F (53 °C) | 136 °F (58 °C) |                |                |                |                |                |
| 70%                            | 83 °F (28 °C) | 86 °F (30 °C) | 90 °F (32 °C)  | 95 °F (35 °C)  | 100 °F (38 °C) | 105 °F (41 °C) | 112 °F (44 °C) | 119 °F (48 °C) | 126 °F (52 °C) | 134 °F (57 °C) |                |                |                |                |                |                |
| 75%                            | 84 °F (29 °C) | 88 °F (31 °C) | 92 °F (33 °C)  | 97 °F (36 °C)  | 103 °F (39 °C) | 109 °F (43 °C) | 116 °F (47 °C) | 124 °F (51 °C) | 132 °F (56 °C) |                |                |                |                |                |                |                |
| 80%                            | 84 °F (29 °C) | 89 °F (32 °C) | 94 °F (34 °C)  | 100 °F (38 °C) | 106 °F (41 °C) | 113 °F (45 °C) | 121 °F (49 °C) | 129 °F (54 °C) |                |                |                |                |                |                |                |                |
| 85%                            | 85 °F (29 °C) | 90 °F (32 °C) | 96 °F (36 °C)  | 102 °F (39 °C) | 110 °F (43 °C) | 117 °F (47 °C) | 126 °F (52 °C) | 135 °F (57 °C) |                |                |                |                |                |                |                |                |
| 90%                            | 86 °F (30 °C) | 91 °F (33 °C) | 98 °F (37 °C)  | 105 °F (41 °C) | 113 °F (45 °C) | 122 °F (50 °C) | 131 °F (55 °C) |                |                |                |                |                |                |                |                |                |
| 95%                            | 86 °F (30 °C) | 93 °F (34 °C) | 100 °F (38 °C) | 108 °F (42 °C) | 117 °F (47 °C) | 127 °F (53 °C) |                |                |                |                |                |                |                |                |                |                |
| 100%                           | 87 °F (31 °C) | 95 °F (35 °C) | 103 °F (39 °C) | 112 °F (44 °C) | 121 °F (49 °C) | 132 °F (56 °C) |                |                |                |                |                |                |                |                |                |                |

| Indice de căldură                                                                              | Observații | Nivel de risc  |
| ---------------------------------------------------------------------------------------------- | --- | -------------- |
| 27–32 °C (81–90 °F)                                                                            | Precauție: poate apărea oboseala în cazul expunerii prelungite și al activității fizice. Continuarea activității poate duce la crampe musculare cauzate de căldură. | Scăzut         |
| 32–41 °C (90–106 °F)                                                                           | Precauție extremă: sunt posibile crampe și epuizare cauzate de căldură. Continuarea activității fizice poate duce la insolație.                                     | Moderat        |
| 41–54 °C (106–129 °F)                                                                          | Pericol: crampele și epuizarea termică sunt probabile; insolația este posibilă în cazul activității continue.                                                       | Ridicat        |
| Peste 54 °C (129 °F)                                                                           | Pericol extrem: insolația este iminentă. | Foarte ridicat |
| Expunerea directă la soare poate crește valoarea indicelui de căldură cu până la 8 °C (14 °F). | |                |

### Prevenirea efectelor asupra sănătății
Organizațiile de sănătate publică recomandă:
- Hidratarea constantă, chiar și în absența senzației de sete pentru a preveni deshidratarea și dezechilibrele electrolitice.
- Evitarea expunerii la soare în intervalele de maximă intensitate (11:00–17:00).
- Răcirea activă a corpului și a locuinței prin ventilatoare, dușuri reci, ferestre umbrite.
- Limitarea efortului fizic intens în aer liber în timpul caniculelor.
- Verificarea regulată a persoanelor vulnerabile (vârstnici, copiii și persoane cu afecțiuni cronice)
- Adaptarea urbană prin creșterea suprafețelor verzi, crearea de coridoare de ventilație, infrastructură termorezistentă și spații climatizate (centre comerciale, biblioteci)

## Efecte asupra mediului

### Incendii de vegetație
Un val de căldură care se suprapune peste o perioadă de secetă poate favoriza apariția incendiilor de pădure sau de vegetație. Acest lucru se întâmplă deoarece seceta usucă vegetația, făcând-o mult mai inflamabilă. Fermele performante au adesea sisteme de irigație care oferă o protecție suplimentară culturilor. În timpul valului de căldură devastator care a afectat Europa în 2003, incendii extinse au cuprins Portugalia, distrugând peste 3.010 kilometri pătrați de pădure și 440 kilometri pătrați de teren agricol cu pagube estimate la aproximativ 1 miliard de euro.

### Inundații
Valurile de căldură pot contribui și la producerea de inundații. Aerul fierbinte poate reține mai multă umiditate, astfel încât episoadele de caniculă pot fi urmate de ploi extreme, mai ales în regiunile de latitudine medie. De exemplu, valul de căldură extrem care a afectat Pakistanul în 2022 a dus la topirea ghețarilor și la un flux crescut de umiditate. Aceste fenomene au fost factori care au contribuit la inundațiile devastatoare care au început în iunie și care au provocat peste 1.100 de decese.

### Fauna sălbatică terestră
Cercetătorii estimează că între 10% și 40% dintre speciile de vertebrate terestre vor fi afectate de valurile de căldură până în anul 2099, în funcție de nivelul viitor al emisiilor de gaze cu efect de seră. Valurile de căldură reprezintă o formă suplimentară de stres și presiune evolutivă pentru speciile care sunt deja afectate de pierderea habitatului și de schimbările climatice.
Fiecare specie are un interval termic de toleranță care indică temperatura la care funcționează optim. Atunci când condițiile de temperatură depășesc acest interval, pot apărea scăderi ale performanței biologice și chiar incapacitatea de reproducere. Speciile cu suficientă variație genetică ar putea reuși să supraviețuiască în condițiile unor temperaturi ridicate frecvente în viitor.

### Oceane
Valurile de căldură marine pot duce la mortalitate în masă în rândul populațiilor de pești, mai ales în cazul speciilor adaptate la temperaturi mai scăzute și cu efecte negative asupra speciilor fundamentale ale ecosistemelor, precum coralii și algele. Speciile adaptate la medii mai calde își pot extinde arealul în timpul acestor episoade, uneori invadând ecosistemele locale și concurând cu succes speciile native, afectate de mortalitate ridicată. Aceste schimbări pot perturba echilibrul ecosistemelor marine.

## Efecte asupra societăților
În perioada de caniculă poate să apară fenomenul Blow-Up, acesta fiind generat prin supra-încălzirea asfaltului, când se creează o diferență de temperatură dintre straturile de asfalt și beton. Această diferență de temperatură generează dilatarea rapidă a stratului superior de asfalt, care duce la fisuri și la ridicarea cu mai mulți centimetri a stratului superior. Această denivelare a drumului duce la accidente rutiere: astfel în iunie 2013, din acest motiv în Bavaria a murit un motociclist.

## Galerie

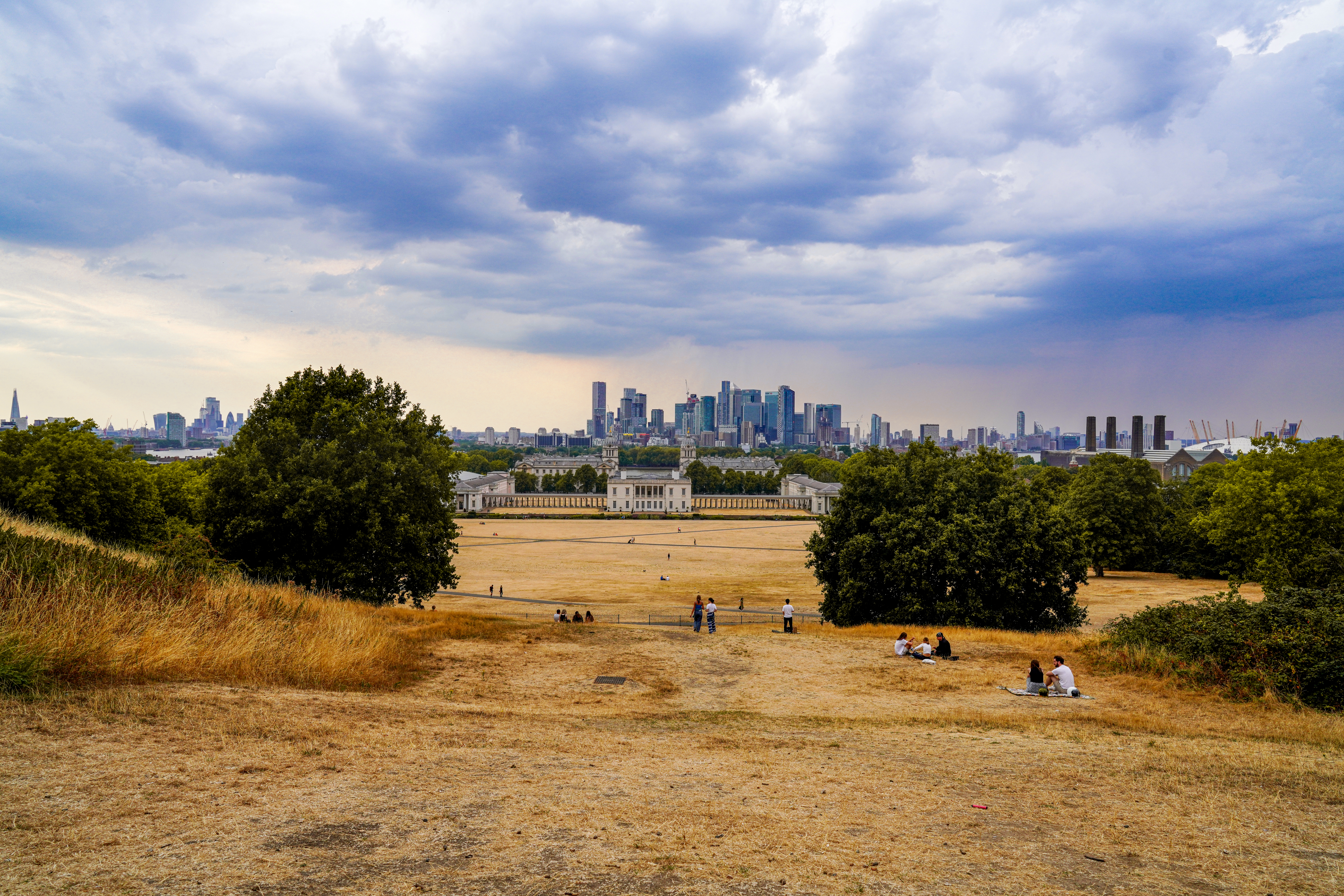
Iarbă arsă în Londra, Anglia, în timpul unui val de căldură în august 2022
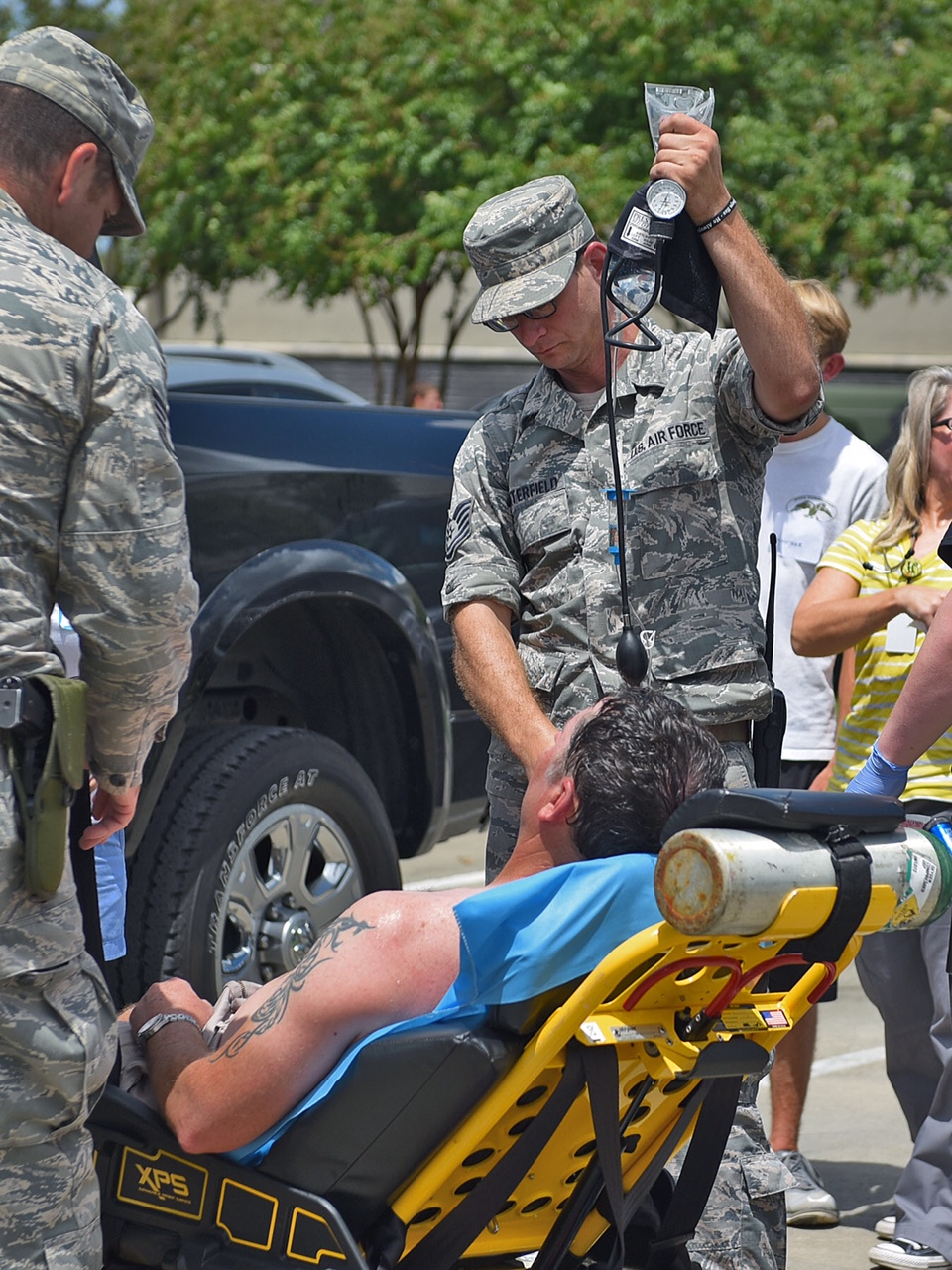
Tratarea hipotermiei în timpul inundațiilor din Louisiana în 2016
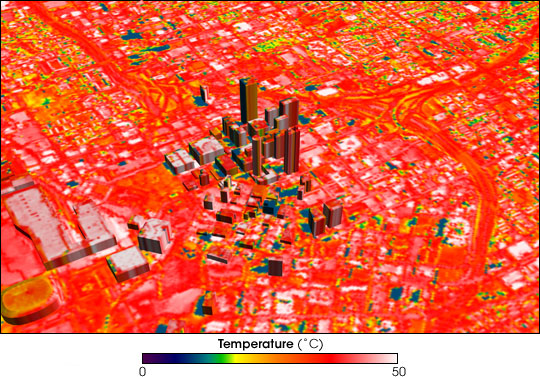
Hartă termică a orașului Atlanta în 1997. Temperatura raportată era de 26.7 °C, dar unele suprafețe aveau și 47.8 °C
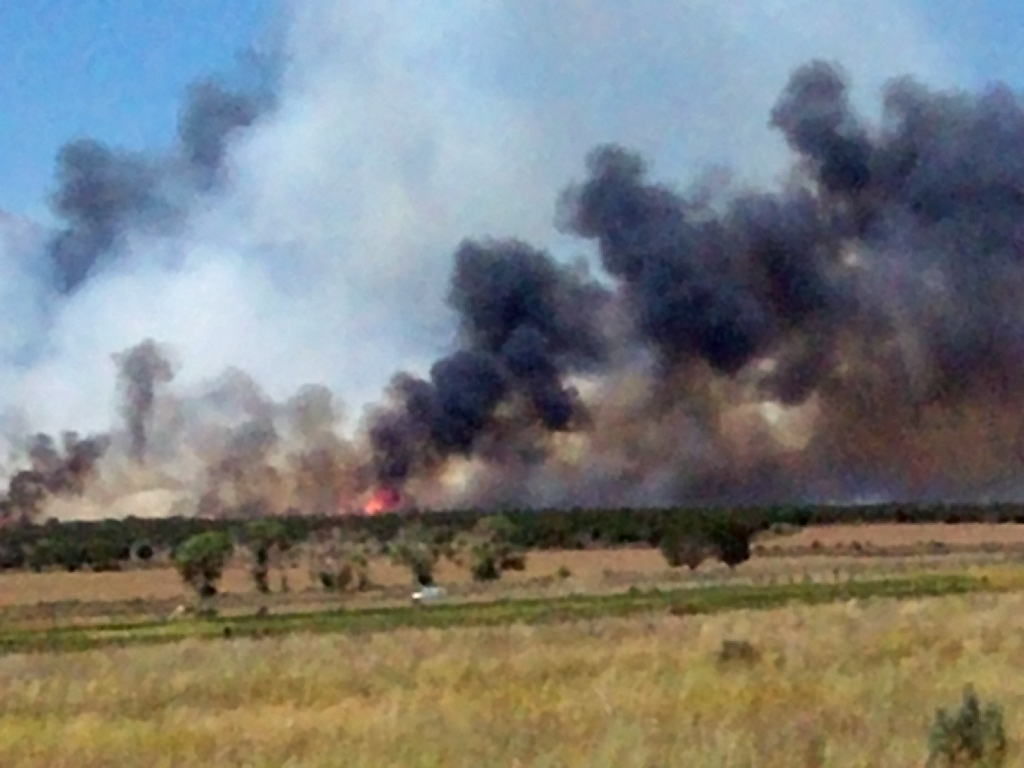
Poluarea aerului de la un incendiu de suprafață în deșertul vestic din Utah
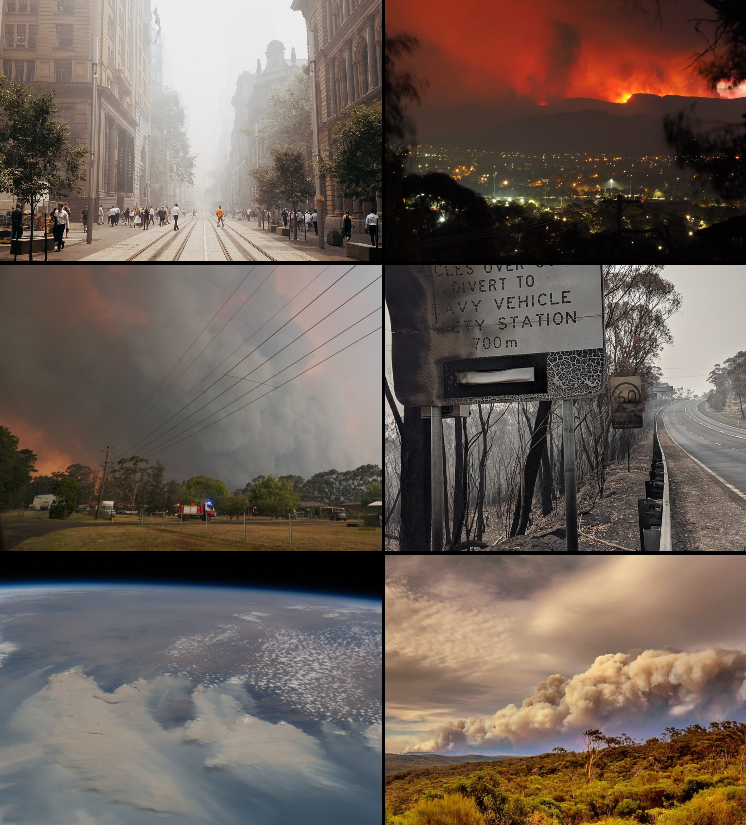
Incendiile mari din 2019 în Australia au afectat sănătatea mintală a unor persoane într-un mod direct.
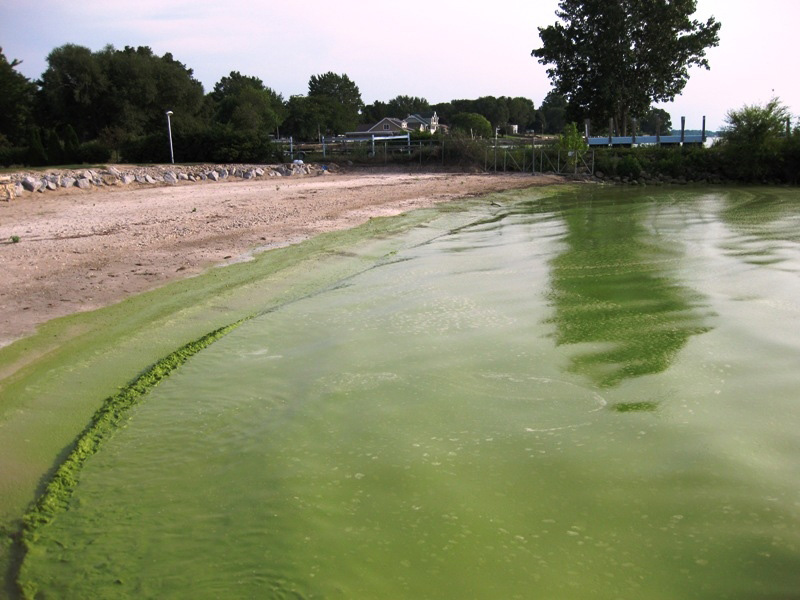
Cianobacteriile (alge albastre-verzi) înfloresc pe Lacul Erie (Statele Unite) în 2009. Aceste tipuri de alge pot provoca înfloriri dăunătoare de alge.
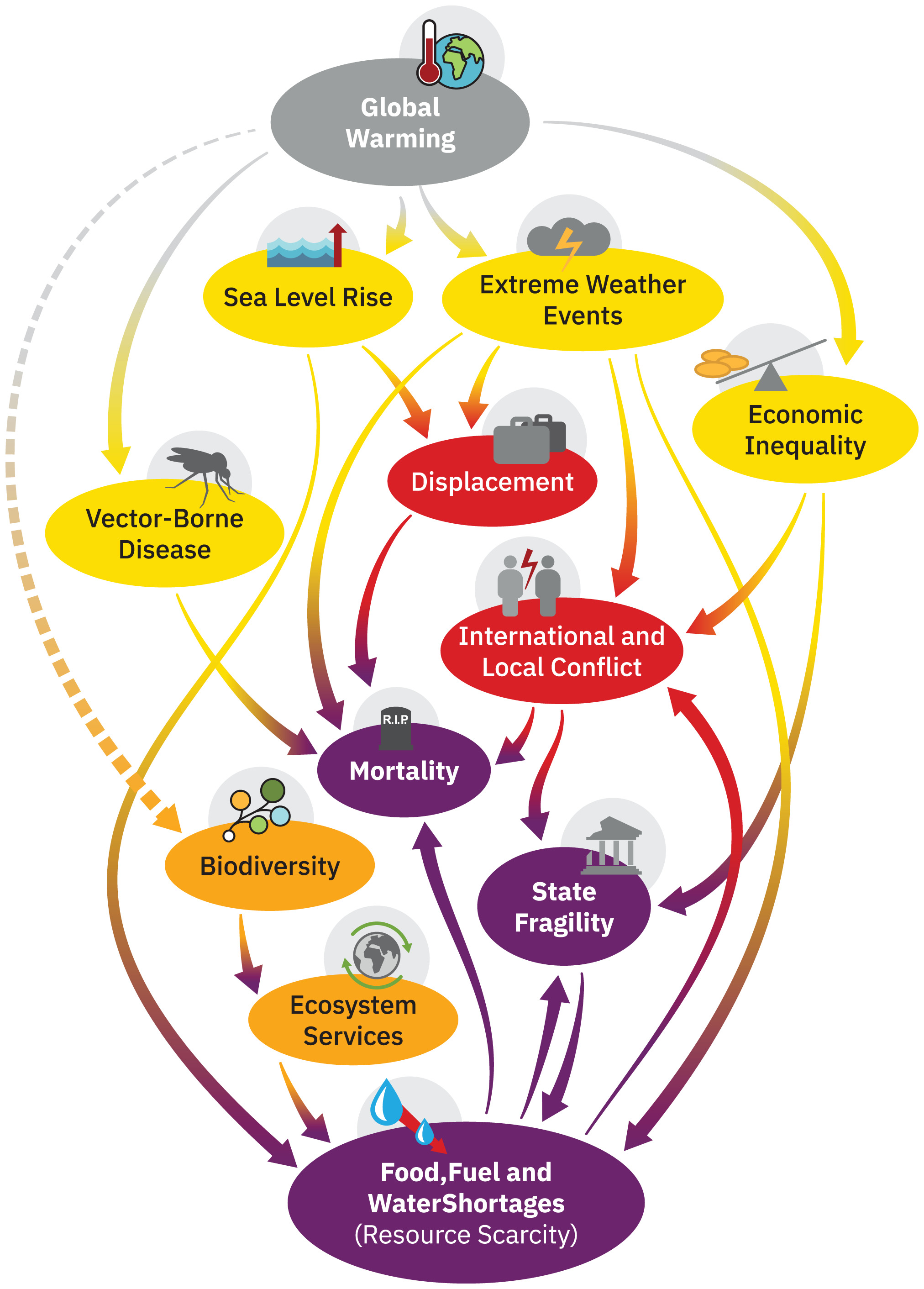
Cascadă globală a eșecului climatic
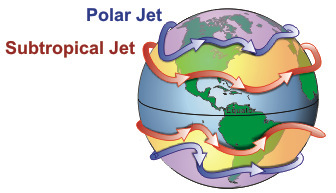
Fluxurile de aer pe Pământ